# برت-یان لیندمان
برت-یان لیندمان (هلندی: Bert-Jan Lindeman؛ زادهٔ ۱۶ ژوئن ۱۹۸۹) دوچرخه‌سوار اهل هلند است.
از باشگاه‌هایی که در آن رکاب زده‌است می‌توان به تیم لوتوان‌ال–یومبو، تیم دوچرخه‌سواری وکانسولیل–دی‌سی‌ام، و تیم دوچرخه‌سواری وکانسولیل–دی‌سی‌ام، و تیم دوچرخه‌سواری رابوبانک دولوپمنت اشاره کرد.